# Le Franc-Moisin
Le Franc-Moisin (au singulier) est un quartier de Saint-Denis en Seine-Saint-Denis contenant la cité des Francs-Moisins (au pluriel),.

D'abord un bidonville, la cité est inaugurée en 1974. Depuis 2001, le quartier subit une profonde restructuration.
Le quartier compte 10 189 habitants (2006). La cité des Francs-Moisins compte 1 879 logements sociaux dont 979 gérés par l'OPHLM de Saint-Denis et 900 par Logirep. Intégré dans le grand projet urbain réunissant Saint-Denis, Aubervilliers et La Courneuve, le Franc-Moisin et ses voisins (Cosmonautes, Cristino Garcia et Landy) sont classés en quartier prioritaire. 

## Situation et accès
Situé au sud-est de la commune de Saint-Denis, le quartier est délimité par le canal Saint-Denis, la rue Francis-de-Pressensé (jusqu'en 1924, chemin à la Paille ou des Pailleux, route départementale 30), la rue du Maréchal-Lyautey, le Fort de l'Est et l'autoroute A1.
Le nord nommé Bel-Air, est essentiellement constitué d’habitat ancien, tandis que le sud correspond à la cité des Francs-Moisins.
Le collège Federico García Lorca et le Lycée Suger se situent dans le quartier.
Le quartier est desservi par des lignes du réseau de bus RATP et sera aussi desservi par son prolongement au sud de la ligne 8 du tramway d'Île-de-France.

## Origine du nom
Le Franc-Moisin est le nom d'un champ qui était situé à cet endroit, et un lieu-dit, dont le nom est attesté depuis le XVe siècle. Il existe toujours un chemin du Franc-Moisin.

## Historique

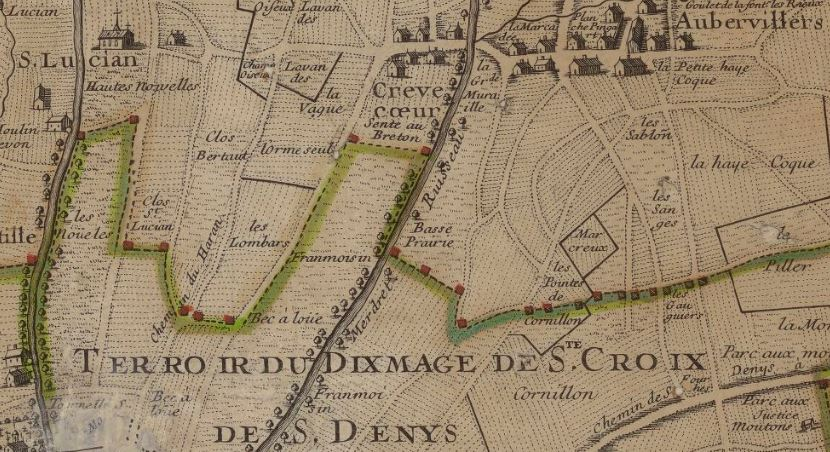
Le lieu-dit Franc-Moisin sur le plan de Charles Inselin en 1707. Le toponyme est orthographié Franmoisin.

Au début du XXe siècle, avant la Première Guerre mondiale, environ trois cents Espagnols qui vivaient précédemment dans le quartier de la «Petite Espagne» s'installent dans ce quartier, déjà dans un état dégradé, et qui se transforme en bidonville. Au Franc-Moisin, les habitants eux-mêmes nomment leur rassemblement le « quartier chinois » (Peut-être en référence au barrio chino, quartier de Barcelone où régnaient trafics et prostitution).
Le 2 août 1944, un bombardement qui vise l'usine Rateau touche ce quartier ainsi que les alentours du carrefour Pleyel, causant sept décès et une vingtaine de blessés parmi la population espagnole. 24 familles connurent la destruction partielle ou totale de leur habitation.
Après la Seconde Guerre mondiale, le bidonville est perçu comme une extension transitoire de la crise aiguë du logement qui sévit alors. La reprise économique d'après guerre provoque l'arrivée massive de travailleurs algériens. Le quartier accueille les nouveaux arrivants, notamment sur le chemin de halage du canal Saint-Denis. 
Dans les années 1960, l'immigration portugaise s'effectue principalement sur le site du Franc-Moisin après la suppression du bidonville de Champigny-sur-Marne. En 1968, le bidonville du Franc-Moisin regroupe plus de 5 000 personnes et se classe au début des années 1970 parmi les plus importants de France. 
Deux grands incendies, au printemps 1967 et en juin 1970, ravagent le bidonville et font plus de 600 sinistrés. L'action publique se focalise alors sur le cas du Franc-Moisin. Il est décidé la construction d'un ensemble de logements sociaux sur les terrains maraîchers et militaires disponibles. En 1972 le gouvernement décide de supprimer tous les bidonvilles, les constructions s'accélèrent. Plus de 500 logements provisoires sont érigés à Saint-Denis, à Villetaneuse, Pierrefitte-sur-Seine, La Courneuve et Villemomble pour recevoir les habitants du bidonville du Franc-Moisin.
En janvier 1974, la cité des Francs-Moisins est inaugurée. En 1986, dans le cadre de la démarche « projet de quartier », une équipe est chargée d'élaborer et de mettre en œuvre un projet global de développement.
De 1990 à 1994, le quartier est classé Convention de développement social du quartier ; de 1995 à 2001, Grand Projet Urbain. Le quartier va bénéficier, durant les années 1990, d'un investissement public important (150 millions de francs) et d'une intervention continue dans le dossier présenté par la Ville à l’Agence de Rénovation Urbaine.
En 2001, la convention Grand Projet de Ville est signé. En 2007, la convention de rénovation urbaine permet la rénovation du quartier.

## Rénovation urbaine
Au début du XXIe siècle, la rénovation urbaine concerne [réf. nécessaire]:
- la lutte contre l'habitat dégradé en passe d'insalubrité
- l'amélioration de la qualité de vie
- la réalisation d’équipements essentiels (groupe scolaire, gymnase, médiathèque)
- la réorganisation des espaces extérieurs dont :
  - la création d'un parc au sein de la cité
  - la réhabilitation de la passerelle pour désenclaver le quartier et permettant aux piétons et aux cycles de franchir le Canal Saint-Denis à proximité du stade de France)

## Cinéma
- 1969 : Le bidonville du Franc-Moisin en film, documentaire[11].
- 2005 : le quartier sert de cadre au film L'Esquive d'Abdellatif Kechiche avec, notamment, Sara Forestier.
- 2019 : La Vie scolaire de Grand Corps Malade et Mehdi Idir prend pour cadre un collège en zone d'éducation prioritaire de la cité du Franc-Moisin.

## Littérature
Le quartier sert aussi de cadre à l'intrigue de Kaïken de Jean-Christophe Grangé.